# 氰化钴
氰化钴是一种无机化合物，化学式为Co(CN)2。

## 制备
氰化钾与氯化钴在水溶液中反应，沉淀出氰化钴的二水合物。其水合物在氮气流中加热至250℃即可脱水，得到无水物。

## 化学性质
氰化钴溶于氰化钾溶液，得到橄榄绿色的溶液，能被空气迅速氧化。
如果将氰化钴与氰化钾溶液加热，也会发生氧化：
2 Co(CN)2 + 8 KCN + 2 H2O → 2 K3[Co(CN)6] + 2 KOH + H2↑